# شهری دم‌زرد
نام فارسی: شهری دم زرد
اندازه:تا ۴۵ سانتیمترهم می‌رسد.
مشخصات: ارتفاع بدن بیشتر از طول سر، بیشترین ارتفاع بدن در قاعده باله سینه‌ای است. رنگ بدن در پشت زرد متمایل به قهوهای، شکم متمایل به سفید، باله دمی زرد و لبه بالایی و پایینی آن آبی کمرنگ است، در قاعده هر فلس خط جانبی دارای یک لکه‌است.
زیست‌شناسی :درابهای ساحلی زیست می‌کند و از سخت پوستان و صدف‌ها تغذیه می‌نماید.
نام‌های مورد استفاده در جنوب ایران:-
وسایل صید: تور گوشگیر، گرگور، قلاب و ترال کف.